# غروك كندي
غروك كندي هي قرية في مقاطعة خوي، إيران. عدد سكان هذه القرية هو 23 في سنة 2006.